# 宇多喜代子
宇多 喜代子（うだ きよこ、1935年（昭和10年）10月15日 - ）は、日本の俳人。現代俳句協会特別顧問、日本芸術院会員、文化功労者。
「草苑」編集長、「草樹」会員代表、大阪俳句研究会理事、現代俳句協会会長などを歴任した。

## 来歴

### 生い立ち
山口県徳山市（現：周南市）生まれ。武庫川学院女子短期大学家政学科卒。1953年、石井露月門下の遠山麦浪を知り俳句をはじめる。1962年、麦浪が没し前田正治主宰となった「獅林」に入会。1970年、「草苑」創刊に参加し、桂信子に師事、同誌編集長を務める。1976年から1985年まで坪内稔典編集の「現代俳句」に参加。1978年より「草苑」編集担当となり「獅林」退会。1981年「未定」に参加。

### 俳人として
1982年、第29回現代俳句協会賞受賞。1985年大阪俳句研究会創設に参加し同会理事。1986年、坪内代表の「船団」に参加。2001年、句集『象』にて第35回「蛇笏賞」受賞。2002年、紫綬褒章を受章。2004年、桂が没し「草苑」終刊、あらたに「草樹」を創刊し会員代表となる。2006年、現代俳句協会会長に就任（2011年退任）。2012年、『記憶』で第27回詩歌文学館賞俳句部門を受賞、2014年、第14回現代俳句大賞受賞。2016年、日本芸術院賞受賞。2019年、第18回俳句四季大賞受賞、文化功労者。2020年、第61回毎日芸術賞受賞。

## 作風
「獅林」のなかで俳句の骨法をまなび、「草苑」で新興俳句の伸びやかさに育まれた。伝統、新興、前衛の良さを吸収し、また評価している。さらに『夏月集』では作家中上健次および熊野との出会いから句風に転換が起こった。代表句に「天皇の白髪にこそ夏の月」（『夏月集』）、「いつしかに余り苗にも耳や舌」（『象』）などがある。農事や歳事に関心が深く、俳句史や俳句評論の分野の著作も多い。

## 著書

### 句集
- 『りらの木』　草苑発行所、1980年
- 『夏の日』　海風社、1984年
- 『半島』　冬青社、1988年
- 『夏月集』  熊野大学出版局、1992年
- 『宇多喜代子 花神現代俳句』　花神社、1998年
- 『象』　角川書店、2000年
- 『記憶』　角川学芸出版、2011年
- 『宇多喜代子俳句集成』　角川学芸出版、2014年[注釈 1]
- 『円心』　2014年9月　角川学芸出版　第七句集
- 『森へ』　2018年12月　青磁社　第八句集

### 評論・エッセイ他
- 『つばくろの日々』　深夜叢書社、1994年
- 『ひとたばの手紙から』　邑書林、1995年（のちに角川ソフィア文庫）
- 『イメージの女流俳句-女流俳人の系譜』　弘栄堂書店、1994年
- 『篠原鳳作』　蝸牛社〈蝸牛俳句文庫〉、1997年
- 『私の歳事ノート』　富士見書房、2002年
- 『私の名句ノート』　富士見書房、2004年　改題加筆『名句十二か月』角川学芸出版、2009年
- 『里山歳時記田んぼのまわりで』　日本放送出版協会、2004年
- 『古季語と遊ぶ－古い季語・珍しい季語の実作体験記』　角川学芸出版、2007年
- 『旬の菜時記』（大石悦子・茨木和生共著） 朝日新聞出版〈朝日新書〉、2009年
- 『戦後生まれの俳人たち』　毎日新聞社、2012年
- 『俳句と歩く』　角川学芸出版、2016年